# Wysokie (gemeente)
De gemeente Wysokie is een landgemeente in het Poolse woiwodschap Lublin, in powiat Lubelski.
De zetel van de gemeente is in Wysokie.
Op30 juni 2004 telde de gemeente 5216 inwoners.

## Oppervlakte gegevens
In 2002 bedroeg de totale oppervlakte van gemeente Wysokie 114,18 km², waarvan:
- agrarisch gebied: 85%
- bossen: 9%

De gemeente beslaat 6,8% van de totale oppervlakte van de powiat.

## Demografie
Stand op 30 juni 2004:
| Omschrijving                   | Totaal | Totaal | Vrouwen | Vrouwen | Mannen | Mannen |
| ------------------------------ | ------ | ------ | ------- | ------- | ------ | ------ |
| eenheid                        | aantal | %      | aantal  | %       | aantal | %      |
| inwoners                       | 5216   | 100    | 2685    | 51,5    | 2531   | 48,5   |
| bevolkingsdichtheid (inw./km²) | 45,7   | 45,7   | 23,5    | 23,5    | 22,2   | 22,2   |

In 2002 bedroeg het gemiddelde inkomen per inwoner 1111,52 zł.

## Plaatsen
Antoniówka, Baldachów, Biskupie, Biskupie-Kolonia, Borowszczyzna, Cegielnia, Dragany, Giełczew, Giełczew Druga, Giełczew-Doły, Guzówka, Jabłonowo, Józefin, Kajetanów, Kolenisty, Łosień, Nowy Dwór, Nowy Maciejów, Radomirka, Resztówka, Rezerwa, Słupeczno, Spławy, Stary Dwór, Stary Maciejów, Stolnikowizna, Wysokie, Zabłocie, Zalasek.

## Aangrenzende gemeenten
Bychawa, Krzczonów, Turobin, Zakrzew, Żółkiewka